# Jacques Gestraud
Jacques Gestraud, né le 24 septembre 1939 à Valenciennes, est un coureur cycliste français.

## Biographie
Jacques Gestraud prend sa première licence cycliste en 1956 à l'UCAP Angoulême. Il a couru au Bataillon de Joinville et à l'AC Boulogne-Billancourt chez les amateurs,. 

## Palmarès
- 1959
  - 6eb étape de la Route de France
  - 2e du Grand Prix des Fêtes de Coux-et-Bigaroque

- 1960
  - 6ea étape de la Route de France
  - 3e du Grand Prix d'Oradour-sur-Vayres
  - 9e de la course en ligne aux Jeux olympiques

- 1961
  -  Champion de France sur route amateurs
  - 2e du championnat de France des sociétés
  - 2e du championnat d'Île-de-France sur route
  -  Médaillé de bronze du championnat du monde sur route amateurs
  - 3e du Tour du Roussillon

- 1962
  - 3e des Boucles du Bas-Limousin

- 1967
  - Grand Prix d'Oradour-sur-Vayres

- 1968
  - 2e du Critérium d'Auvergne

- 1970
  - 3e du Critérium de Saint-Georges-de-Chesné

- 1971
  - 2e du Grand Prix de Plouay

- 2004
  -  Champion d'Europe masters

- 2009
  -  Champion du monde sur route masters (70-74 ans)[3]

- 2019
  -  Champion du monde sur route (+ de 80 ans)[2]

## Résultats sur les grands tours

### Tour de France
1 participation
- 1964 : abandon (13e étape)